# Dominique Berthaud
Dominique Berthaud (né le 12 février 1952 à Bordeaux) est un footballeur et entraîneur français de football.

## Biographie
Défenseur central, Dominique Berthaud joue l'essentiel de sa carrière professionnelle en deuxième division du championnat de France. Il découvre ce niveau à l'Évreux AC en 1971-1972, avant que son équipe ne retombe en D3. Recruté en 1975 par le Paris SG, il réalise une saison comme remplaçant en D1 puis rejoint l'AS Angoulême, en D2, où il s'impose comme titulaire pendant quatre saisons. En 1980, il signe au CS Thonon puis après un an au FC Rouen, avec lequel il retrouve la première division. En 1983, il retourne en D2 en réalisant deux dernières saisons au Stade quimpérois. Il compte à la fin de sa carrière professionnelle plus de 300 matchs.
Il se reconvertit comme entraîneur dans des clubs de niveau amateur, au Rochefort FC de 1985 à 1988 puis de 1992 à 1996, à l'Évreux AC en 1988 à 1990 (en D3 puis D4) puis de 1997 à 1999, puis à l'UA Cognac.

## Palmarès
- Groupe A de Division 2 en 1982 (FC Rouen)